# Taschentor
Das Taschentor in der Adlerstraße der Stadt Merkendorf im Fränkischen Seenland (Mittelfranken) ist Teil der Stadtbefestigung.

## Bau
Das Taschentor ist ein zweigeschossiger Torturm mit flachem Walmdach und kleinen Fenstern. Es wirkt eher schlicht und wurde 1766 im Barockstil umgebaut.
Nördlich des Taschentores befand sich bis in die 1950er Jahre ein Torwachhaus, das dem großen Verkehrsaufkommen weichen musste. Man schuf an der Stelle des Wachhauses einen Fußgängerdurchbruch durch die Stadtmauer. Im Turm befindet sich eine Wohnung.